# Simon Zupan
Simon Zupan, slovenski rimskokatoliški duhovnik in nabožni pisatelj, * 24. oktober 1844, Kropa, † 20. oktober 1925, Ljubljana.

## Življenje in delo
Bil je sin kovača Matije in njegove žene Ane (rojene Žmitek). Zupan je gimnazijo (1858–1866) in teologijo (1866–1870) študiral v Ljubljani, kjer je bil 1870 tudi posvečen. Kot kaplan je služboval v Višnji Gori (1870–1871), Dobu (1872–1875) in na Dobrovi (1876), nato je bil na bolniškem dopustu in živel pri stricu Jožefu Zupanu v Ljubljani. Od 1878 je bil kaplan in katehet v uršulinski šoli v Škofji Loki. Leta 1894 je postal župnik na Ježici. Na tem mestu je ostal do upokojitve leta 1920.
Spisal je pet drobnih katehetskih priročnikov: Keršanski nauk za pervi razred (1880), Nauk za pervo spoved (1881), Keršanski nauk za 1. in 2. razred (1883), Cerkveni obredi, za ljudske šole (1883), molitvenika Hči Marijina (1886) in Otrok pred tabernakeljnom (1887). Nekaj Zupanovih pridig je izšlo tudi v tisku, ob svojem jubileju je izdal Pridigo o priliki 25-letnice mašništva (1895). Zupanovi katekizmi za začetnike so bili do uvedbe enotnega avstrijskega katekizma (1894) dobra osnova za novi Kratki katekizem (sestavila J. Kek in A. Zamejic), ki je po izdaji postal obvezna literatura.